# Dècada del 1580

## Esdeveniments
- Naixement de l'assaig com a gènere modern
- Es descobreix el magnetisme
- Establiment del calendari gregorià
- Els jesuïtes arriben a la Xina
- França assoleix els 19 milions d'habitants enmig d'una forta crisi econòmica

## Personatges destacats
- Francis Drake
- Ivan IV de Rússia
- Montaigne
- Lope de Vega
- Elisabet I d'Anglaterra